# Мусаев, Бехзод Анварович
Бехзод Анварович Мусаев (узб. Behzod Anvarovich Musayev; род. 1973, Ташкент, Узбекская ССР, СССР) — узбекский экономист и государственный деятель. Министр по вопросам сокращения бедности и занятости населения Узбекистана
с 30 декабря 2022 года. В прошлом  — министр здравоохранения Узбекистана с 11 ноября 2021 года по 30 декабря 2022 года, с 14 мая 2020 года по 11 ноября 2021 года — заместитель Премьер-министра Республики Узбекистан по вопросам социального развития, с мая 2018 года по май 2020 года занимал должность председателя ГНК Узбекистана.

## Биография
Бехзод Анварович Мусаев родился в 1973 году в Ташкенте. В 1995 году окончил Ташкентский государственный экономический университет по специальности «экономист». В 2004 году окончил Высшую школу бизнеса при Академии государственного и общественного строительства при Президенте Республики Узбекистан по специальности «управление бизнесом». Кандидат экономических наук.
Начал трудовую деятельность в 1995 году в Национальном банке Узбекистана. С 1998 по 2002 год работал в Министерстве финансов, где прошёл путь от начальника отдела до начальника главного управления. В Минфине осуществлял контроль за рынком государственных ценных бумаг, а затем — за финансированием учреждений науки и социальной сферы.
В 2002 году перешёл на работу в Счётную палату. С 2006 по 2010 год занимал пост председателя Счётной палаты.
В 2010 году начал карьеру в Государственном налоговом комитете Узбекистана (ГНК). С 2010 по 2011 год работал первым заместителем председателя Государственного налогового комитета, повторно был назначен на эту должность в марте 2018 года, а с мая того же года — глава ГНК.
14 мая 2020 года указом Президента Республики Узбекистан Шавката Мирзиёева утверждён на должность заместителя премьер-министра по вопросам социального развития.
30 июля 2020 года Заместитель премьер-министра Узбекистана по вопросам социального развития Бехзод Мусаев одновременно исполнял обязанности главы министерства здравоохранения Узбекистана, так как действующий министр Алишер Шадманов находился на лечении. 11 ноября 2021 года президент Узбекистана подписал указ о назначении Мусаева министром здравоохранения Узбекистана. 30 декабря 2022 года назначен министром по вопросам сокращения бедности и занятости населения.

## Награды
- Орден «Мехнат шухрати» (28 августа 2020 года)[6]